# Dobrota (Kotor)
Pour les articles homonymes, voir Dobrota.

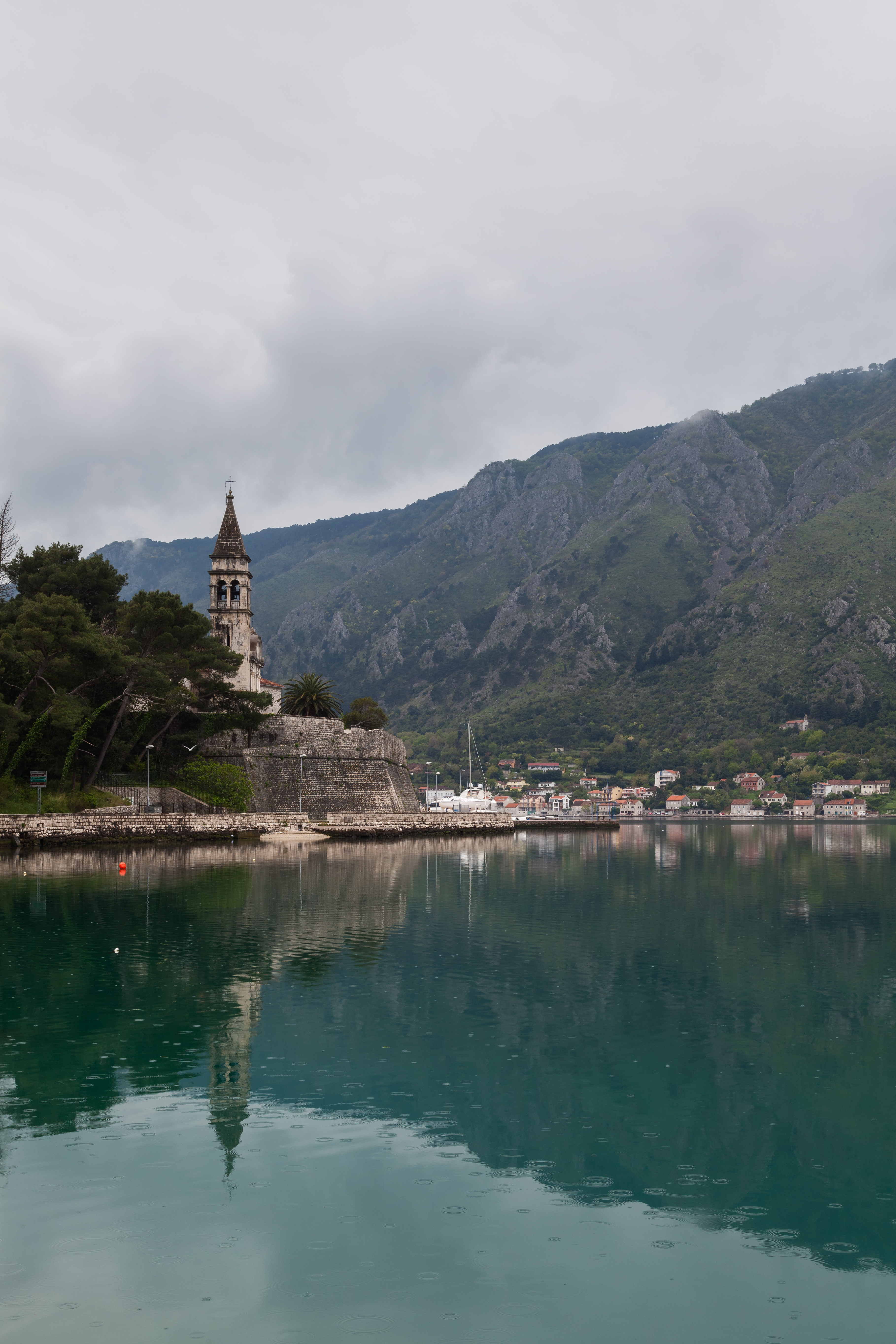
Église Saint Matthieu

Dobrota (en serbe cyrillique : Доброта) est un village du sud du Monténégro, dans la municipalité de Kotor.

## Démographie

### Évolution historique de la population
| 1948 | 1953  | 1961  | 1971  | 1981  | 1991  | 2003  |
| ---- | ----- | ----- | ----- | ----- | ----- | ----- |
| 906  | 1 223 | 1 630 | 3 192 | 5 435 | 7 203 | 8 169 |